# Robin Mullins
Robin Mullins (Wise (Virginia), 15 gennaio 1958) è un'attrice statunitense.

## Filmografia
- A Burning Passion: The Margaret Mitchell Story (1994) - film TV
- Nell (1994)
- Night Ride (1994)
- Gramps - Segreto di famiglia (1995) - film TV
- America Gothic (3 episodi, 1996)
- Ritorno a Cold Mountain (2003)
- Hounddog (2007)
- La vita segreta delle api (2008)
- Hart of Dixie (1 episodio, 2011)
- Eastbound & Down (1 episodio, 2012)
- Vicino a te non ho paura (2013)
- Rectify (9 episodi, 2013-2016)